# Cuarta dimensión (programa de televisión)
Cuarta dimensión fue un programa de televisión, emitido por TVE en la temporada 1960-1961, con realización de Fernando García de la Vega.

## Formato
El programa, si bien, respondía a la fórmula clásica de espacio de entrevistas presentó un formato innovador y desconocido hasta el momento en España: El presentador, Tico Medina, con la colaboración de Eduardo Delgado y Ricardo Fernández de la Torre, interrogaba a los invitados sobre cuestiones que nada tenían que ver con el motivo o la circunstancia por los cuales eran conocidos por el gran público.
Pese a lo novedoso de la propuesta, el programa no fue bien acogido por la crítica televisiva de la época y finalmente sería retirado de la parrilla.